# Osio Sotto
Osio Sotto là một đô thị ở tỉnh Bergamo trong vùng Lombardia của nước Ý, có vị trí cách khoảng 40 km về phía đông bắc của Milano và khoảng 11 km về phía tây nam của Bergamo. Tại thời điểm ngày 31 tháng 12 năm 2004, đô thị này có dân số 11.097 người và diện tích là 7,5 km².
Osio Sotto giáp các đô thị: Boltiere, Brembate, Filago, Levate, Osio Sopra, Verdellino.